# اچ‌دی ۳۶۷۸۰
اچ‌دی ۳۶۷۸۰ (به انگلیسی: HD 36780) ستاره‌ای است که در کمربند جبار، در صورت فلکی جبار واقع شده است. این ستاره رنگ نارنجی دارد و با چشم غیرمسلح با قدر ظاهری +۵.۹۲ قابل مشاهده است. فاصله تا این جسم بر اساس اختلاف منظر تقریباً ۵۳۴ سال نوری است. این ستاره در حال دور شدن از خورشید با سرعت شعاعی ۸۴ کیلومتر بر ثانیه است که حدود ۲.۱ میلیون سال پیش به فاصله ۱۸۵.۶ سال نوری رسیده است.